# Galumna monteithi
Galumna monteithi är en kvalsterart som beskrevs av Balogh och Sandór Mahunka 1978. Galumna monteithi ingår i släktet Galumna och familjen Galumnidae. Inga underarter finns listade i Catalogue of Life.